# Ilse Hans
Ilse Hans (* 19. Jänner 1957 in Mödling) ist eine ehemalige österreichische Politikerin (FPÖ) und Ordinationshilfe. Sie war von 1988 bis 1992 Abgeordnete zum Landtag von Niederösterreich.
Ilse Hans legte die Matura ab und arbeitete als Ordinationshilfe in Mödling. Sie war 1983 Mitbegründerin der Vereinten Grünen Österreichs (VGÖ), wobei die Führungsriege der VGÖ Niederösterreich um Inge Rauscher, Hermann Soyka und Ilse Hans zur äußersten Rechten tendierten. 1987 wechselte Hans schließlich zur FPÖ und vertrat diese vom 17. November 1988 bis zum 14. Oktober 1992 im Niederösterreichischen Landtag.